# Herbert Grove
Herbert „Harry“ Grove (* 7. Mai 1862 in Tulse Hill, London; † 7. Februar 1896 ebenda; auch Henry Grove) war ein englischer Tennisspieler.

## Karriere
Grove nahm ab 1881 an Tennisturnieren teil und spielte bis 1893 regelmäßig bei den Wimbledon Championships. 1886 und 1887 gewann er das Turnier von Manchester. 1887 erreichte er in Wimbledon das Halbfinale, unterlag dort allerdings Herbert Lawford. Mit Charles Lacy Sweet spielte er 1890 im indischen Kalkutta im Doppel der Southern India Championships.
Er starb 1896 im Alter von nur 33 Jahren.